# نازان إيكس
نازان إيكس (مواليد 9 مايو 1976) هي مقدمة برامج ألمانية من أصل تركي، تقدم برنامج على قناة RTL 2.

## وصلات خارجية
- نازان إيكس على موقع IMDb (الإنجليزية)
- نازان إيكس على موقع قاعدة بيانات الفيلم (الإنجليزية)